# Lernanthropus indicus
Lernanthropus indicus is een eenoogkreeftjessoort uit de familie van de Lernanthropidae. De wetenschappelijke naam van de soort is voor het eerst geldig gepubliceerd in 1967 door Pillai.